# Kanton Bras-Panon
Kanton Bras-Panon (francouzsky Canton de Bras-Panon) byl francouzský kanton v departementu Réunion v regionu Réunion. Tvořila ho pouze obec Bras-Panon. Zrušen byl při reformě francouzských kantonů v roce 2014.